# Ron Vlaar
Ron Peter Vlaar (pronunție în neerlandeză [ˈrɔn ˈvlaːr]; n. 16 februarie 1985)  este un fotbalist neerlandez, căpitan al clubul AZ Alkmaar din Eredivisie.

## Palmares
- Feyenoord:
  - Cupa KNVB: 2007–08
- Olanda U21:
  - Campionatul European de Fotbal sub 21: 2006, 2007

### Meciuri la națională
| Olanda | Olanda  | Olanda |
| An     | Meciuri | Goluri |
| ------ | ------- | ------ |
| 2005   | 2       | 0      |
| 2010   | 2       | 0      |
| 2012   | 10      | 1      |
| 2013   | 7       | 0      |
| 2014   | 10      | 0      |
| Total  | 31      | 1      |

## Legături externe
- Ron Vlaar pe site-ul National-Football-Teams.com
- Ron Vlaar pe site-ul FIFA (arhivat)